# Сальватор Тауер
Сальватор Тауер (пол. Salwator Tower) — 17-ти поверховий хмарочос у Кракові, Польща, висотою близько 60 м.

## Опис
Будівля складається з двох окремих частин:
- 50-ти метрова, 17-ти поверхова вежа, яка має в плані круглу форму. В ній розташовані житлові квартири, останні 3 поверхи займають пентхауси;
- 14-ти поверхова, прямокутна в плані споруда, яка примикає до першої. Вищі поверхи мають меншу площу, а вивільнений простір використаний для розміщення на ньому озеленення.

Два підземні поверхи відведенні під гаражі. Окрім житлових квартир, у Сальватор Тауері є тенісний корт, сауна, фітнес клуб та басейн. 

## Назва
Назва хмарочосу походить від назви фірми-інвестора будівництва — SM Salwator.

## Нагороди
У 2006 році Сальватор Тауер був відзначений польською спілкою інженерів та техніків будівництва, отримавши 3-є місце в конкурсі «будівля року».